# EPrix van Peking
De ePrix van Peking is een race uit het Formule E-kampioenschap. In 2014 was de race het toneel van de eerste Formule E-race uit de geschiedenis. De race wordt gehouden op het Beijing Olympic Green Circuit.

## Geschiedenis
De eerste ePrix van Peking werd gehouden op 13 september 2014 en werd gewonnen door Lucas di Grassi, die uitkwam voor het team Audi Sport Abt. Hij profiteerde van een ongeluk in de laatste bocht waarbij de leiders Nicolas Prost en Nick Heidfeld betrokken waren.

## Resultaten
| Editie | Seizoen   | Circuit | Winnaar                        | Tweede                                    | Derde                                        | Pole position                  | Snelste ronde                  |
| ------ | --------- | ------- | ------------------------------ | ----------------------------------------- | -------------------------------------------- | ------------------------------ | ------------------------------ |
| 1      | 2014-2015 | Peking  | Lucas di Grassi Audi Sport Abt | Franck Montagny Andretti Autosport        | Sam Bird Virgin Racing                       | Nicolas Prost e.dams Renault   | Takuma Sato Amlin Aguri        |
| 2      | 2015-2016 | Peking  | Sébastien Buemi Renault e.Dams | Lucas di Grassi ABT Schaeffler Audi Sport | Nick Heidfeld Mahindra Racing Formula E Team | Sébastien Buemi Renault e.Dams | Sébastien Buemi Renault e.Dams |